# Jean-Baptiste Vietty

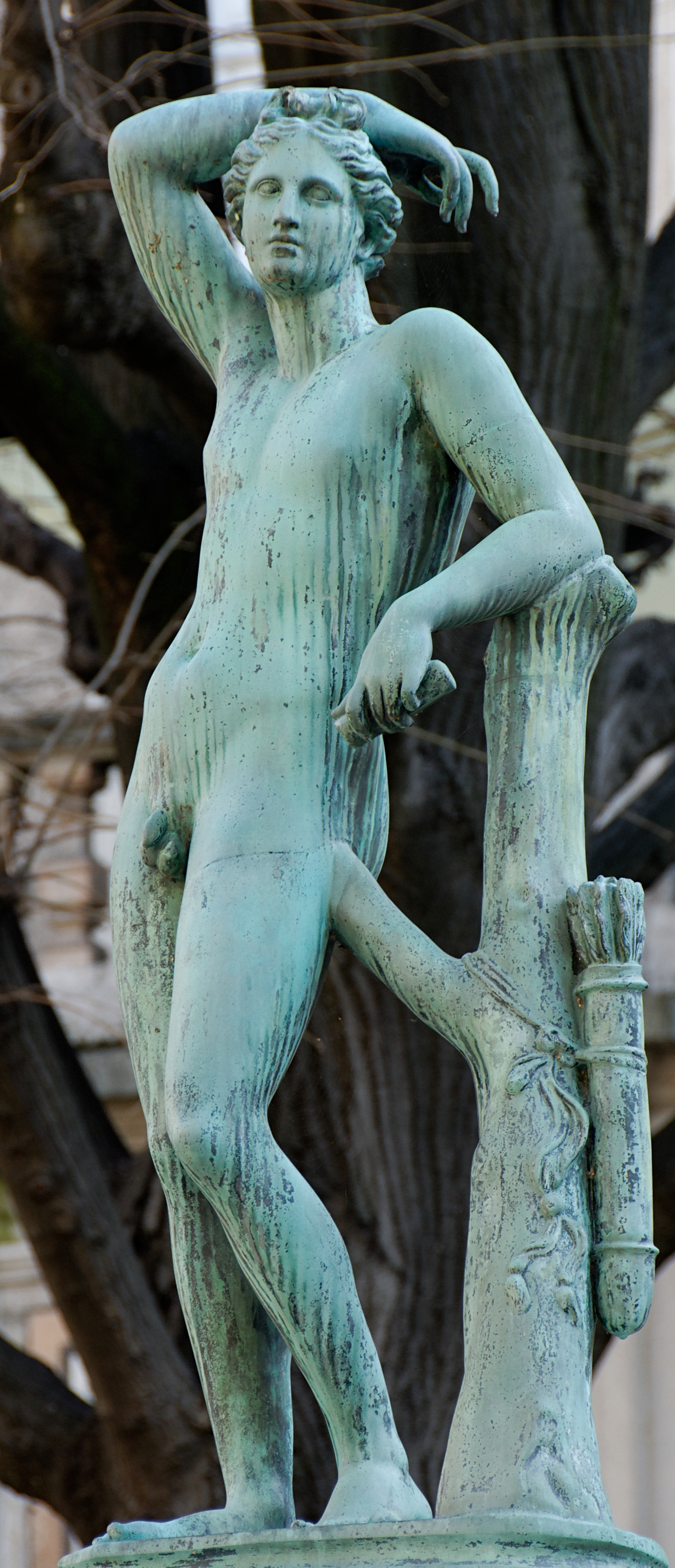
Copia del Apollino por Vietty, jardín del musée des Beaux-Arts de Lyon

Jean-Baptiste Vietty, nacido el año 1787 en Amplepuis y fallecido el 1842 en Tarare, fue un escultor, helenista y arqueólogo francés.

## Datos biográficos
Jean-Baptiste-Eugène Vietty nació en Amplepuis en el departamento del Ródano, el 14 de diciembre de 1787. Era el hijo de un yesaire decorador de origen italiano. 
Alumno del pintor Pierre Cogell, del medallista Pierre Cartellier y del escultor Joseph Chinard, fue distinguido por el Instituto de Franca para dirigir los trabajos de escultura en la Bolsa de San Petersburgo (1805-1810). Presentó en el Salón de París de 1822 el yeso de una Ninfa del Sena (Nymphe de la Seine). Recibió una medalla de oro en el Salón de 1824 por una estatua de Homero meditando la Iliada (Homère méditant l’Iliade) y realizó una estatua de Apolo que corona la fuente del jardín del Museo de Bellas Artes de Lyon.
Docente de lenguas antiguas y Bellas Artes, publicó un estudio sobre los monumentos de Vienne en colaboración con el dibujante Étienne Rey.
Jean-Baptiste Vietty fue incluido entre los sabios y artistas de la Expedición de Morée (fr - 1829), elegidos por la autoridad del Instituto de Francia. De temperamento independiente, decidió con Edgar Quinet separarse de los otros miembros de la expedición, poco después de haber llegado a Grecia en marzo de 1829. Pero los dos hombres se separaron en el viaje y Quinet tuvo que regresar con rapidez a Francia víctima de una enfermedad. Por su lado, Vietty ignoró las órdenes de repatriación en noviembre de 1829 y prosiguió sus investigaciones en el Peloponeso y en Ática hasta la primavera de 1831. Al regresar, sus manuscritos fueron examinados por la comisión de Morée quien lo instruyó a publicar sus hallazgos considerados excepcionales. No pudo completar su trabajo antes de 1835, el año de vencimiento de su beca, por lo que aceptó Vietty varios encargos, en su mayoría esculturas. Desde 1835 a 1841, también fue obligado a sobrevivir, lo que hizo que los manuscritos y dibujos realizados durante sus exploraciones se vieran comprometidos. Murió en Tarare (Ródano) el 30 de enero de 1842 sin haber publicado ninguna página de su investigación en la Expedición de Morée. En un elogio póstumo en la Academia de Inscripciones y Bellas Letras, Jean-Baptiste Vietty se introdujo en 1858 como 

"una de las personalidades más notables científicas y artísticas de nuestro tiempo. (...) Un gran artista, un verdadero erudito, le encantaba la ciencia y el arte por sí mismos, sin ambición, sin recompensas, manteniendo en la miseria todas sus admiraciones y todo su entusiasmo. (...) A pesar del abandono, fue feliz. Es muy conveniente que la Academia de Inscripciones y Bellas Letras asigne la revisión y clasificación de sus manuscritos a una comisión especial, o por lo menos a algunos helenistas eminentes.·

Todos sus manuscritos sobre Grecia, que habían sido inventariados con precisión, se encuentran hoy perdidos a excepción de dos cuadernos de notas recuperados en 2005 y parcialmente editados.